# Scinax caldarum
Espèce
Synonymes
- Hyla duartei caldarum Lutz, 1968

Statut de conservation UICN

 LC  : Préoccupation mineure
Scinax caldarum est une espèce d'amphibiens de la famille des Hylidae.

## Répartition
Cette espèce est endémique de l'État du Minas Gerais au Brésil. Elle se rencontre au-dessus 800 m d'altitude dans les hautes terres de Poços de Caldas dans la partie Sud de la serra do Espinhaço,.

## Publication originale
- Lutz, 1968 : New Brazilian forms of Hyla. Pearce-Sellards Series, Texas Memorial Museum, vol. 10, p. 1–18.